# Iluminacja (oświetlenie)
Iluminacja – określenie oświetlenia obiektów architektonicznych, mającego na celu uczynienie ich widocznych nocą, wyeksponowanie, tworzenie nastroju oraz pokazanie istotnych detali.
Dotyczy zarówno zewnętrznych części budynków, jak i wnętrz np. obiektów sakralnych. Do iluminacji obiektów stosuje się specjalne oprawy oświetleniowe i źródła światła. Najczęściej stosowane są lampy metalohalogenkowe o różnych barwach a czasem również lampy sodowe oraz diody LED. Niekiedy stosuje się dynamiczne iluminacje zmieniające barwę lub natężenie oświetlenia. Przy projektowaniu iluminacji stosuje się programy komputerowe pozwalające na wizualizację obiektu i dobór odpowiednich opraw, źródeł światła i ich mocy jeszcze przed przystąpieniem do montażu lub przed wybudowaniem obiektu.

## Galeria

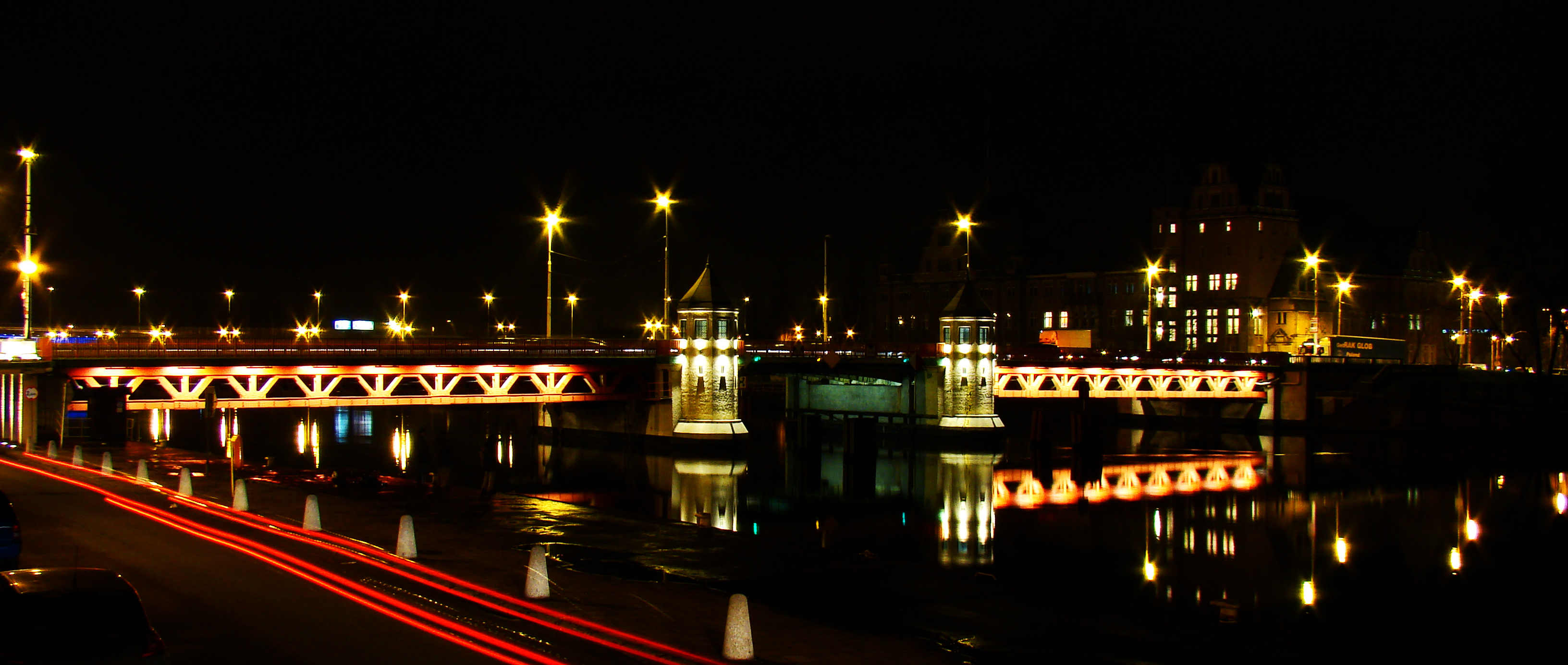
Przykład iluminacji Mostu Długiego w Szczecinie
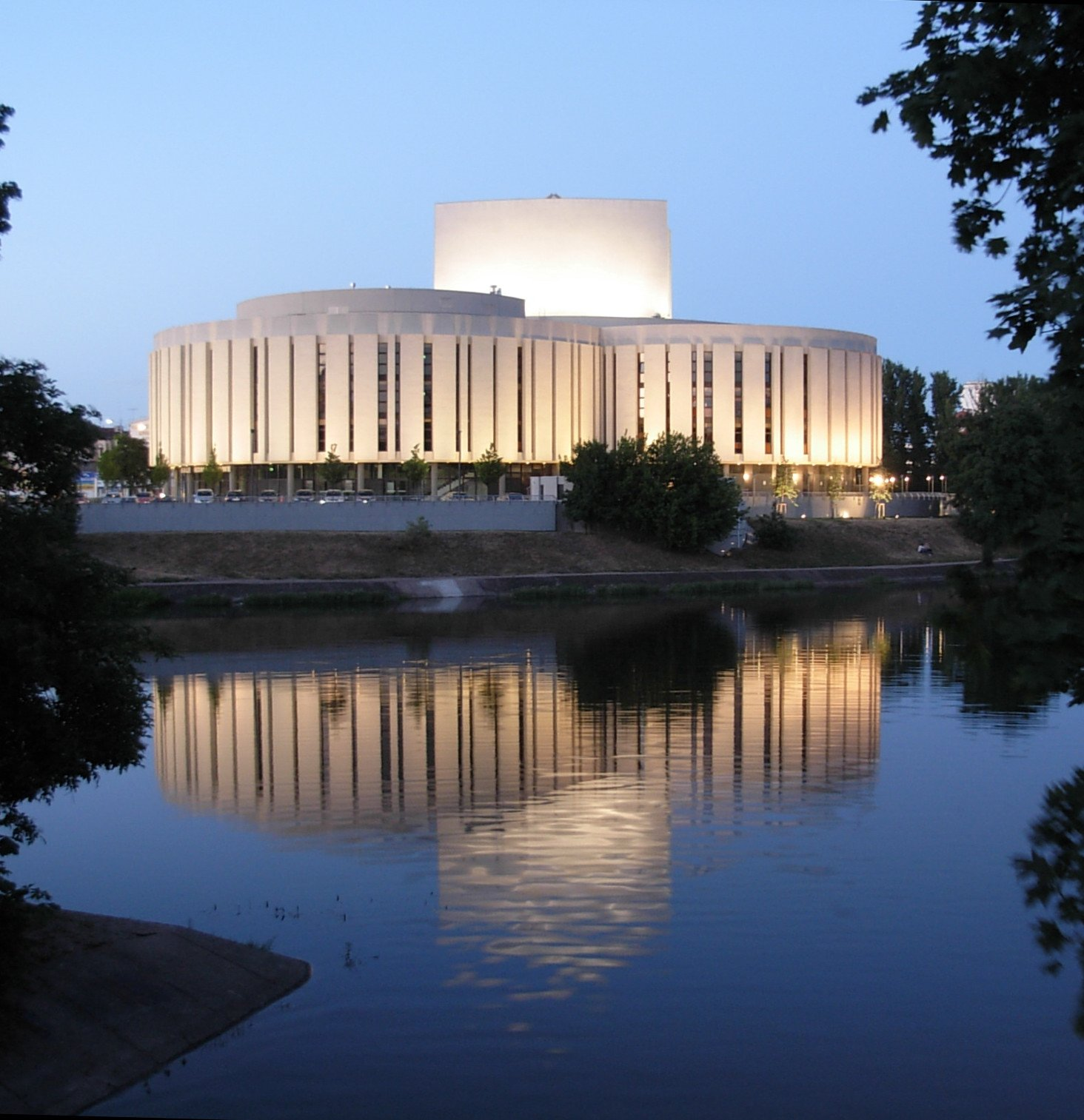
Opera Nova w Bydgoszczy
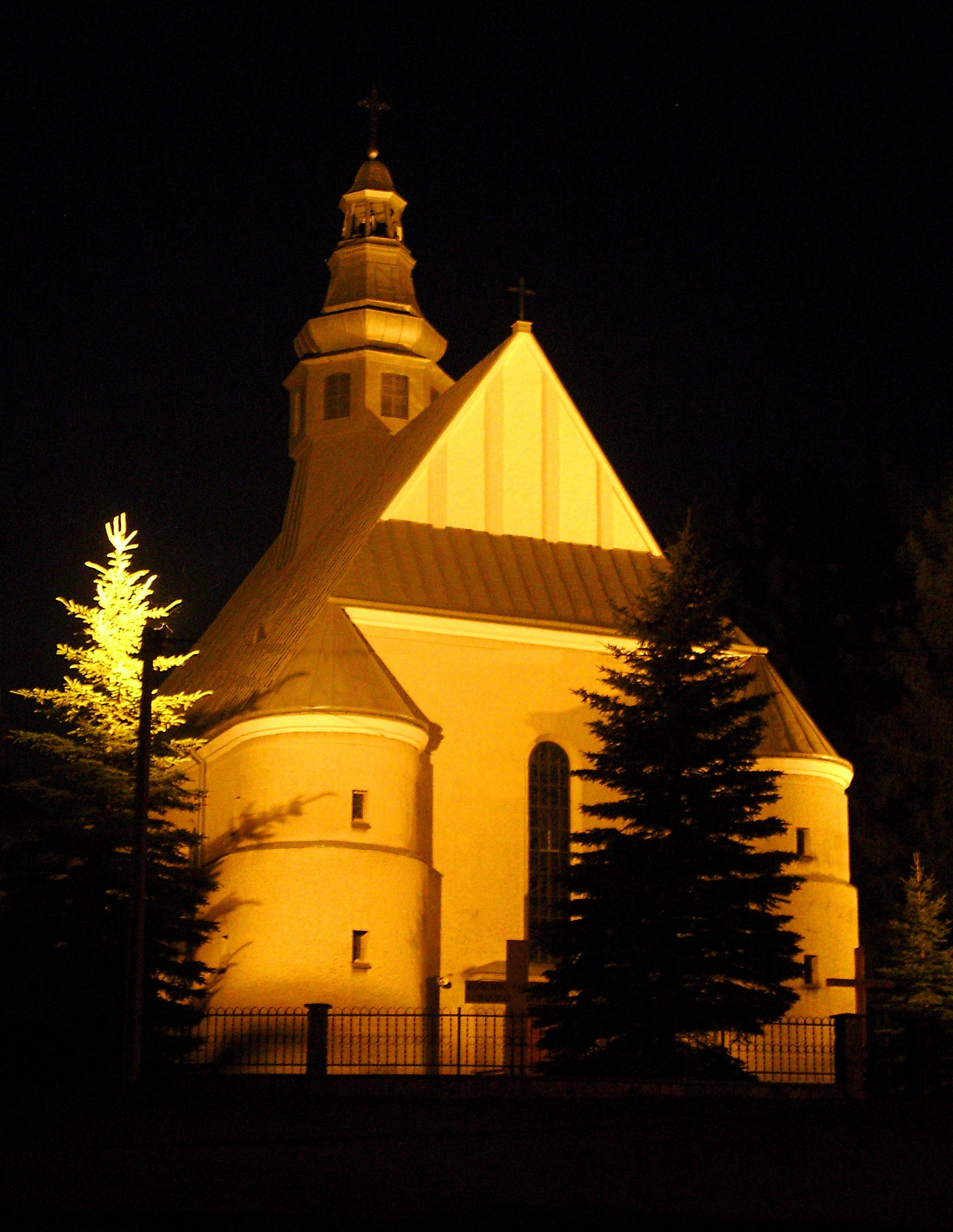
Kościół Imienia Maryi w Bączalu Dolnym – oświetlenie sodowe
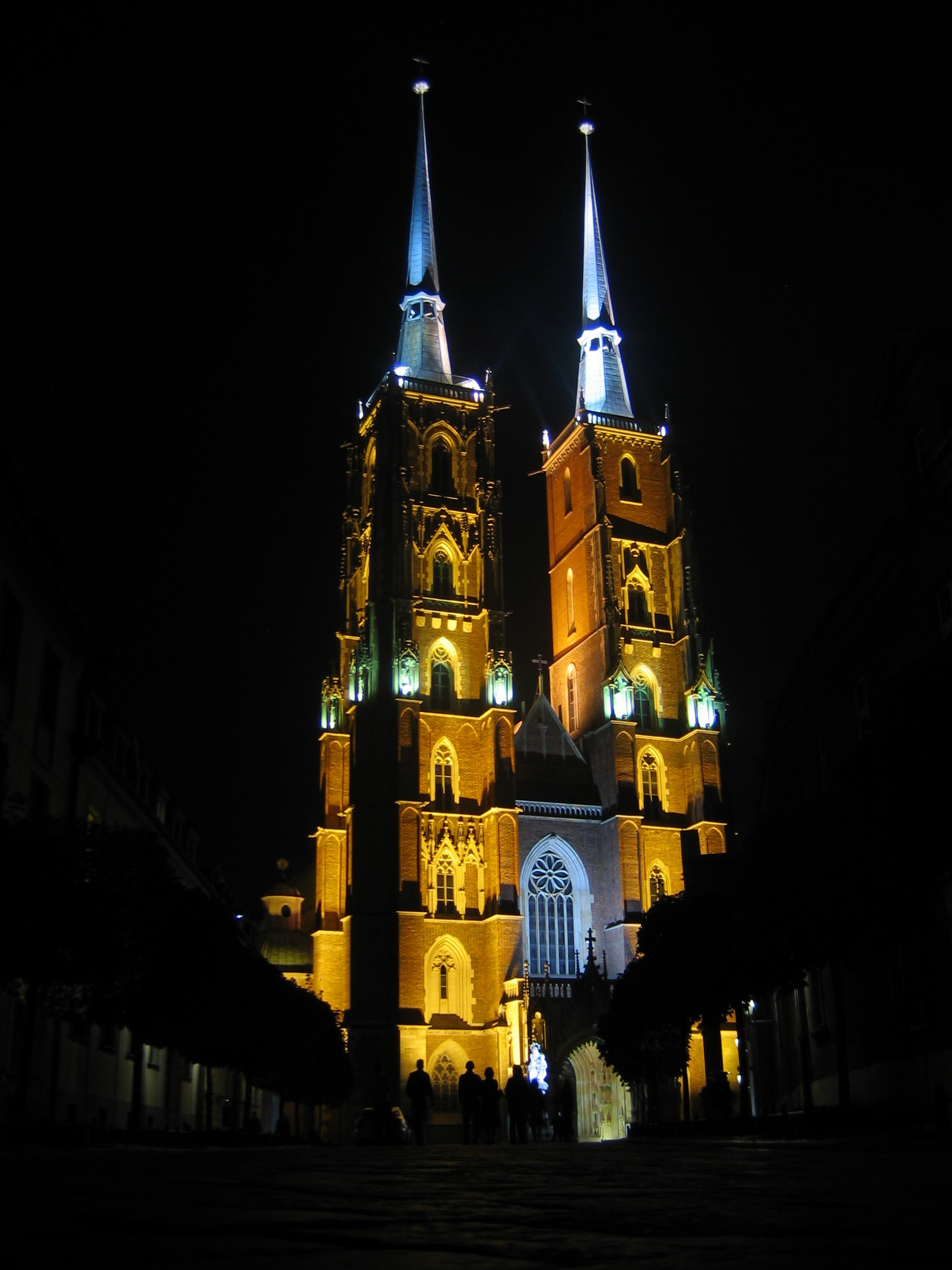
Wieże zachodnie katedry wrocławskiej w nocnej iluminacji
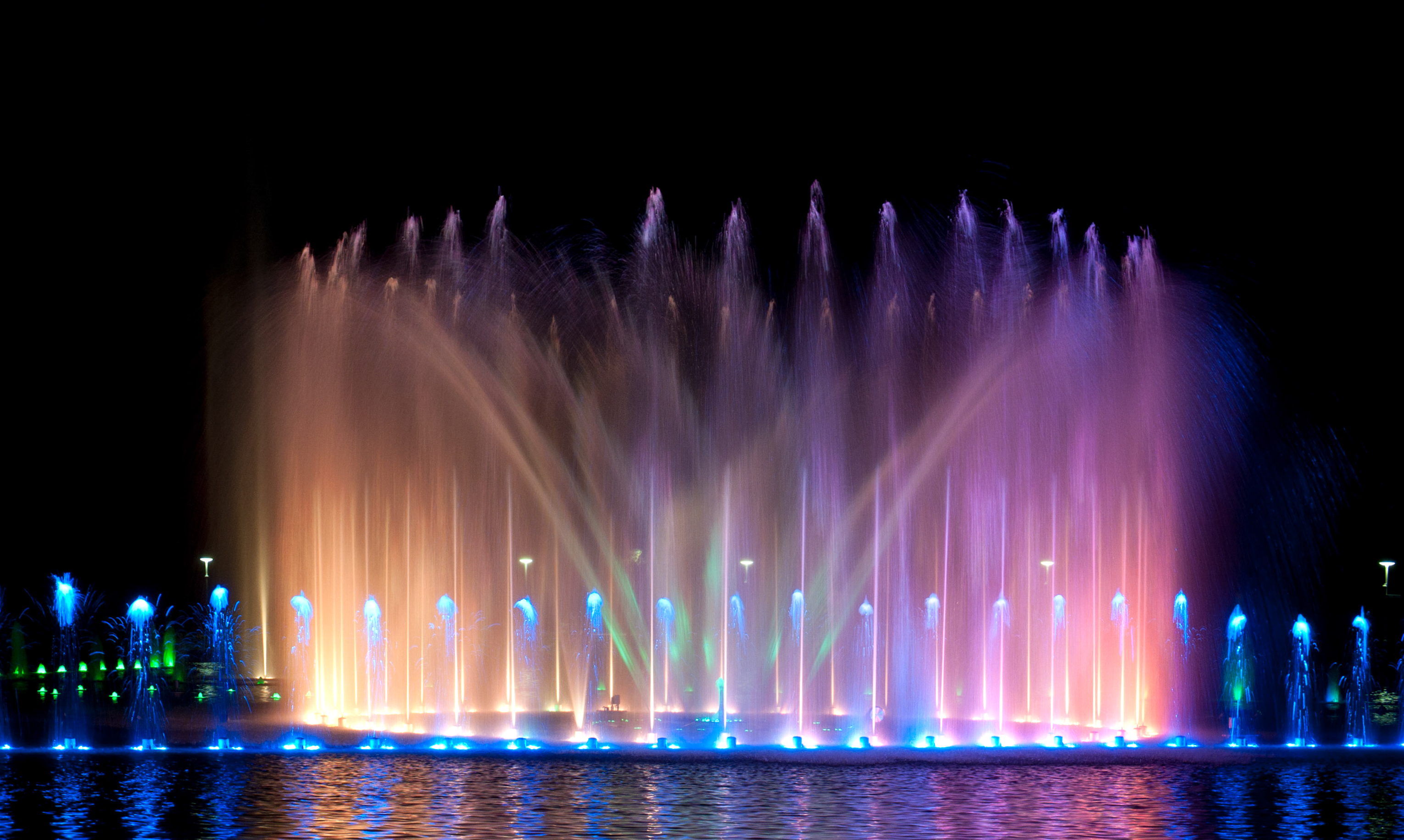
Fontanna we Wrocławiu
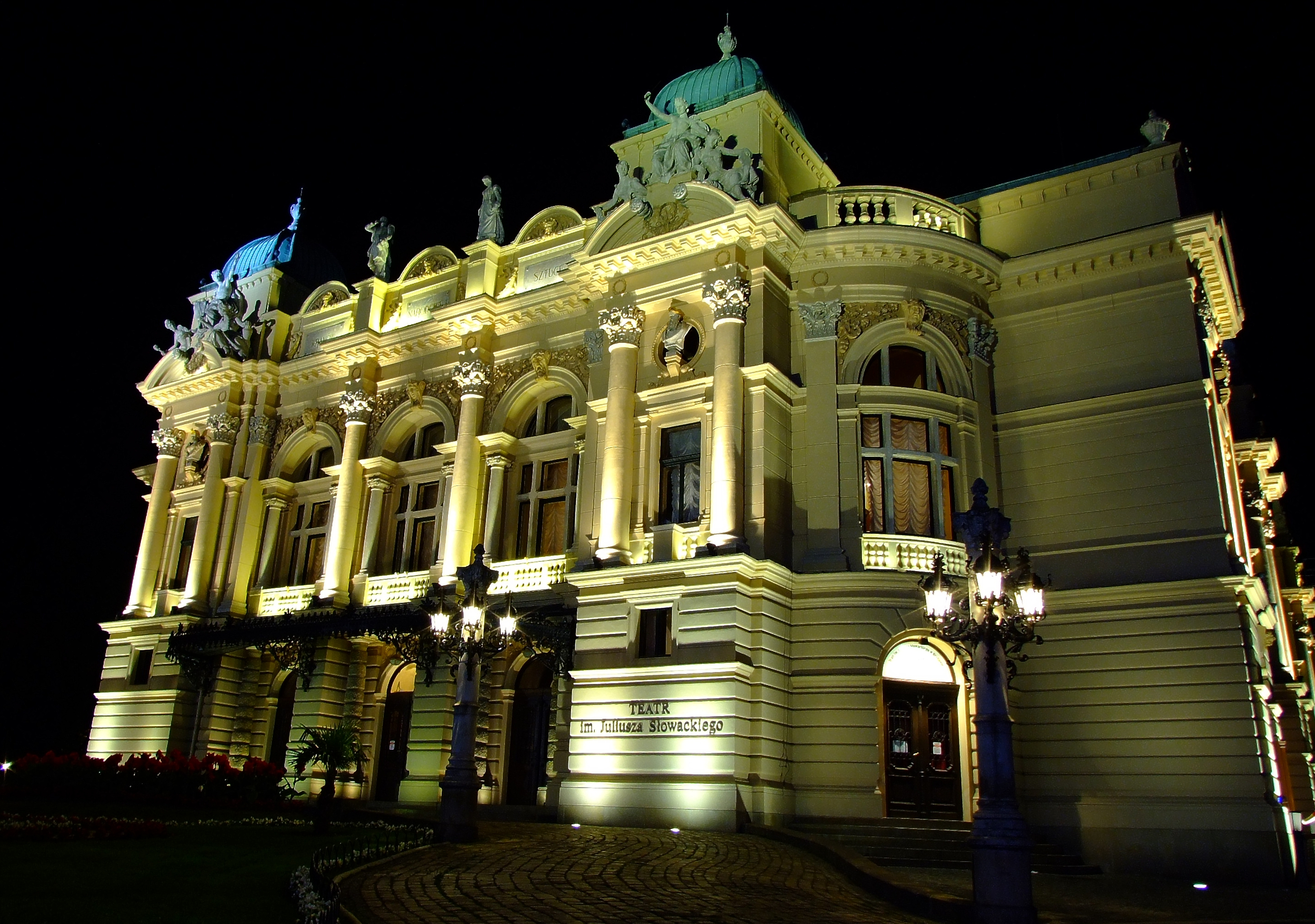
Teatr im Juliusza Słowackiego w Krakowie
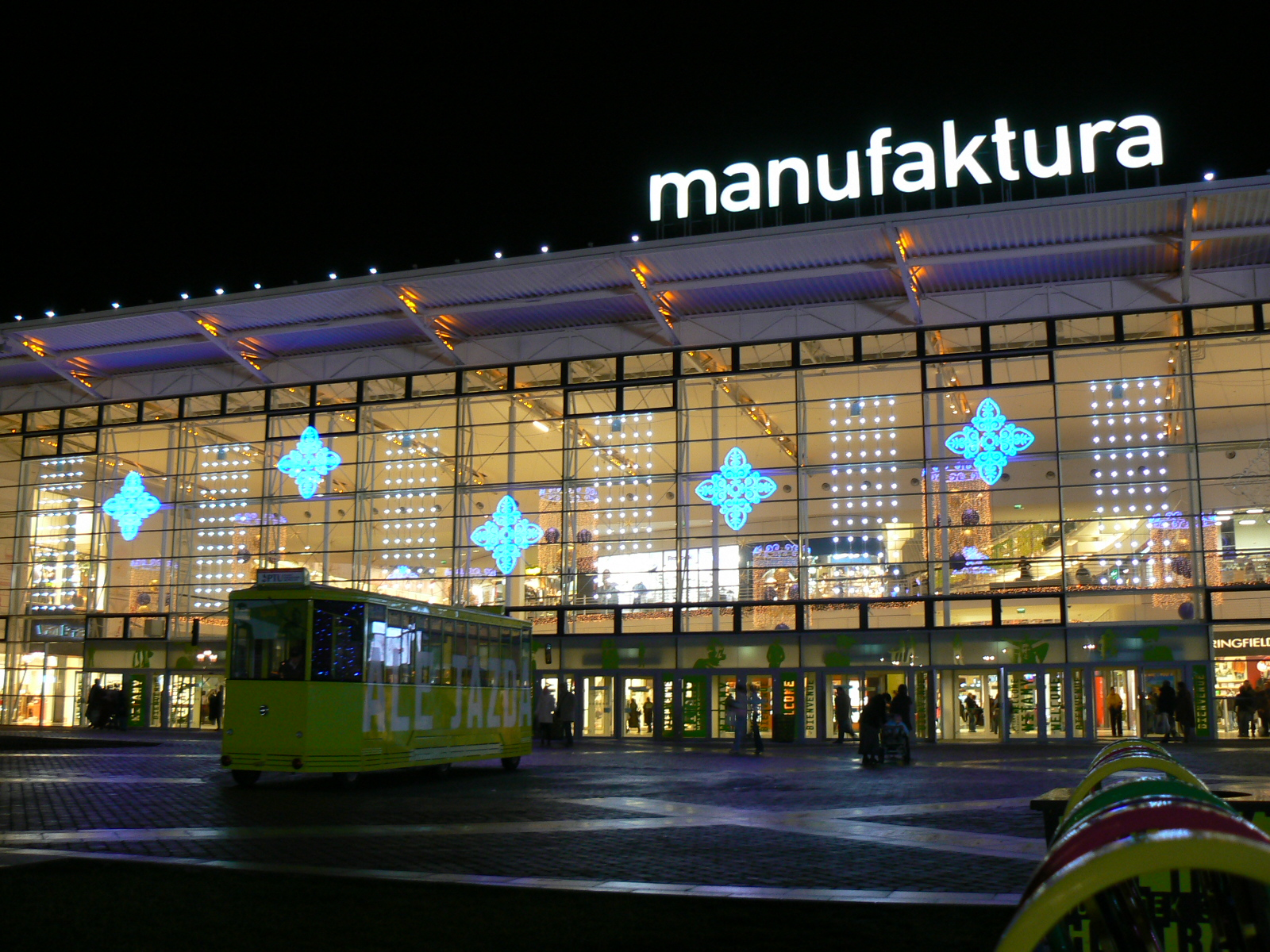
Centrum Handlowe Manufaktura w Łodzi
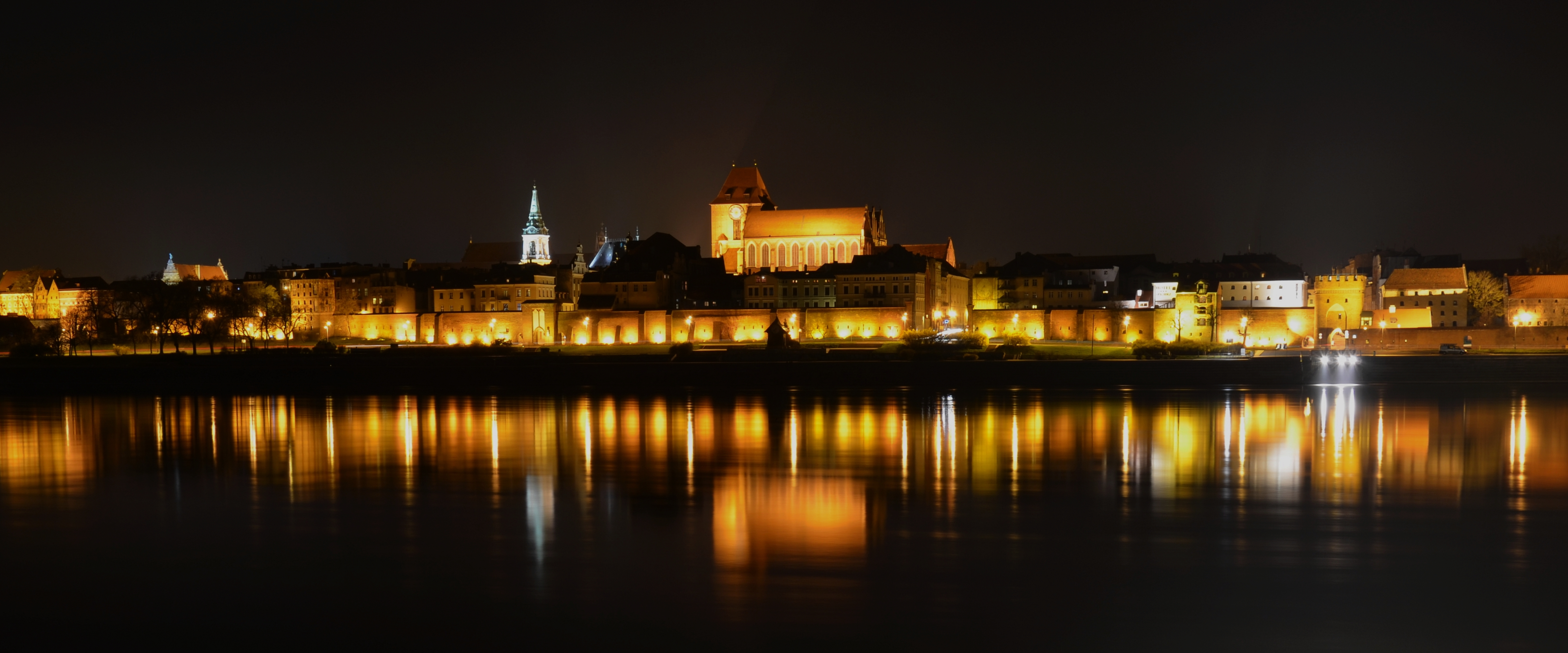
Zespół staromiejski Torunia
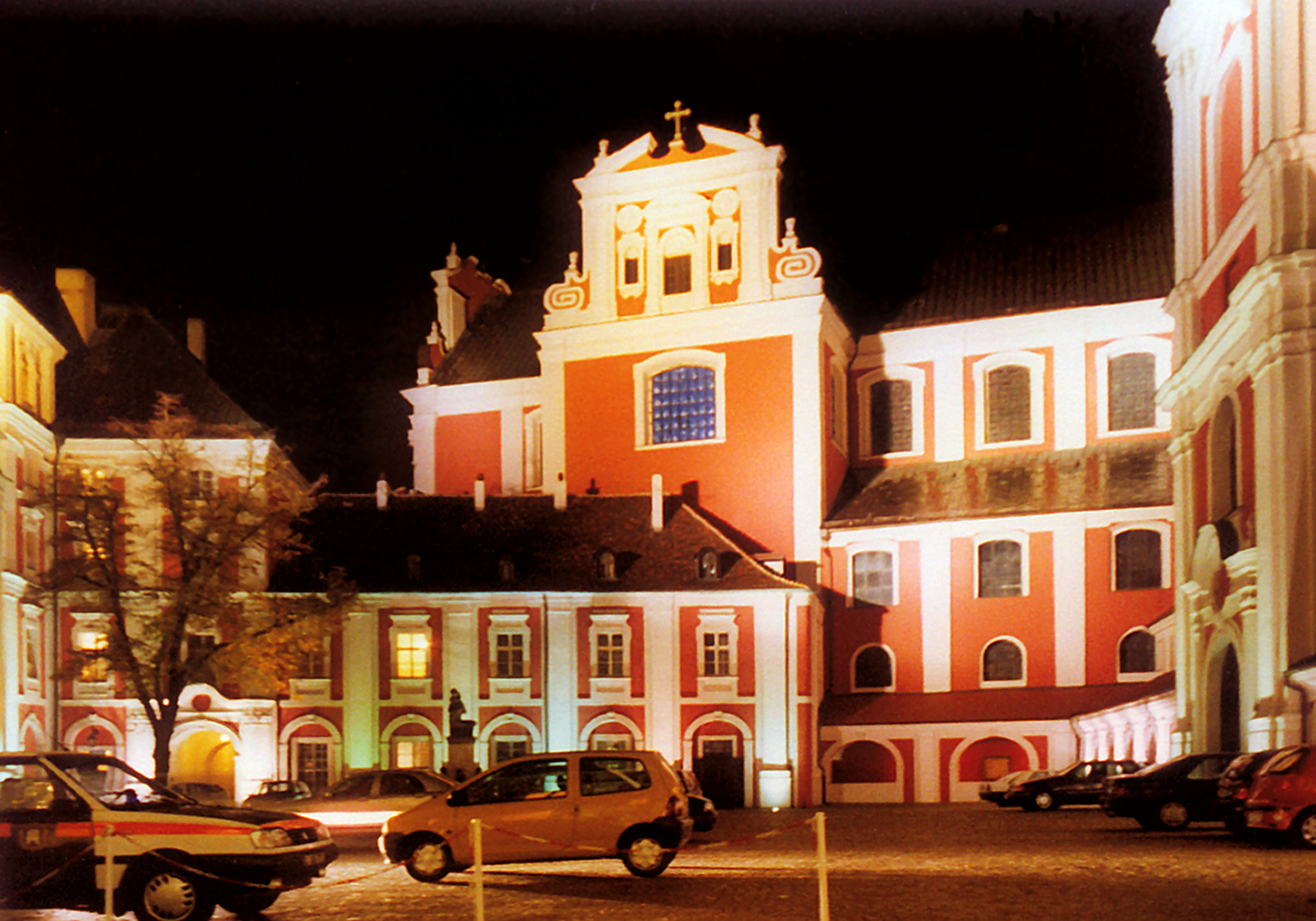
Fara w Poznaniu
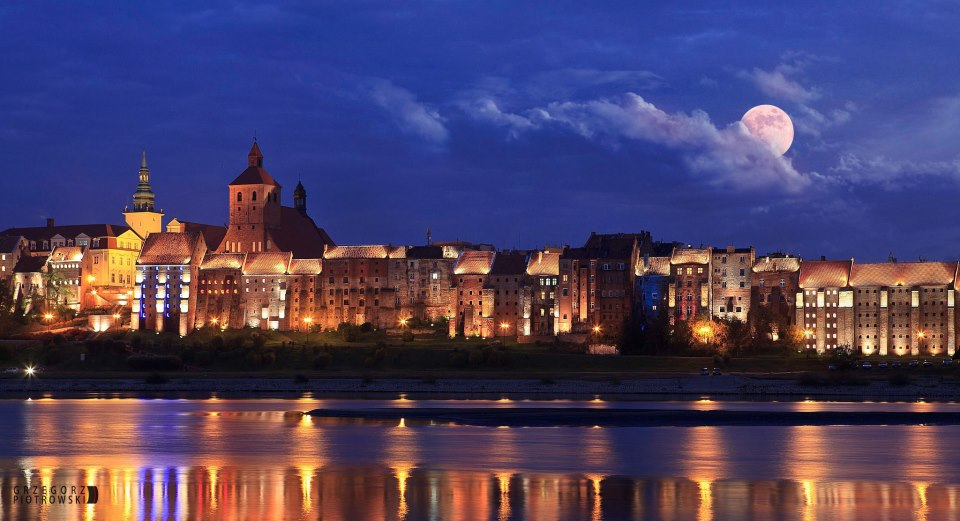
Panorama Grudziądza
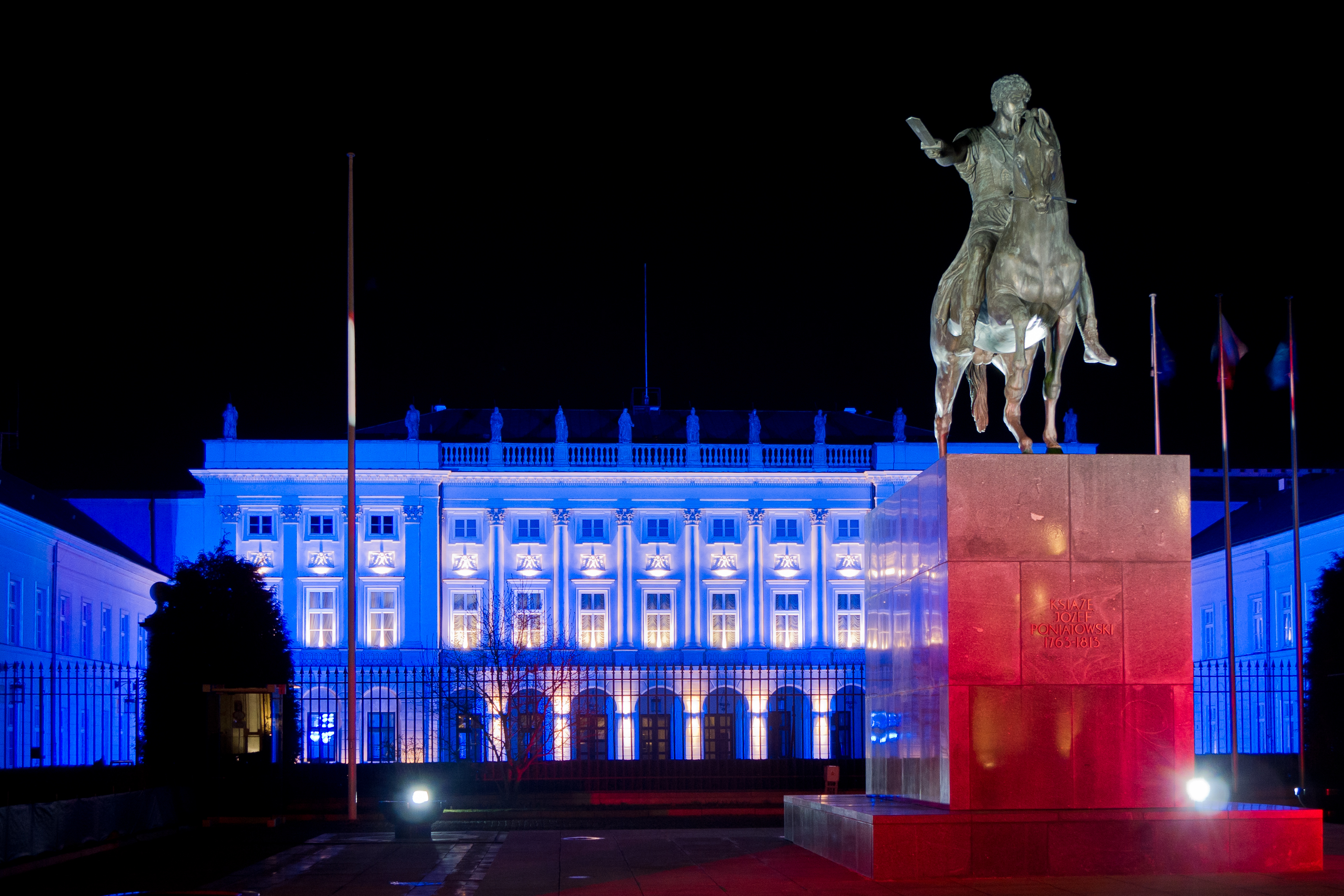
Pałac Prezydencki w Warszawie
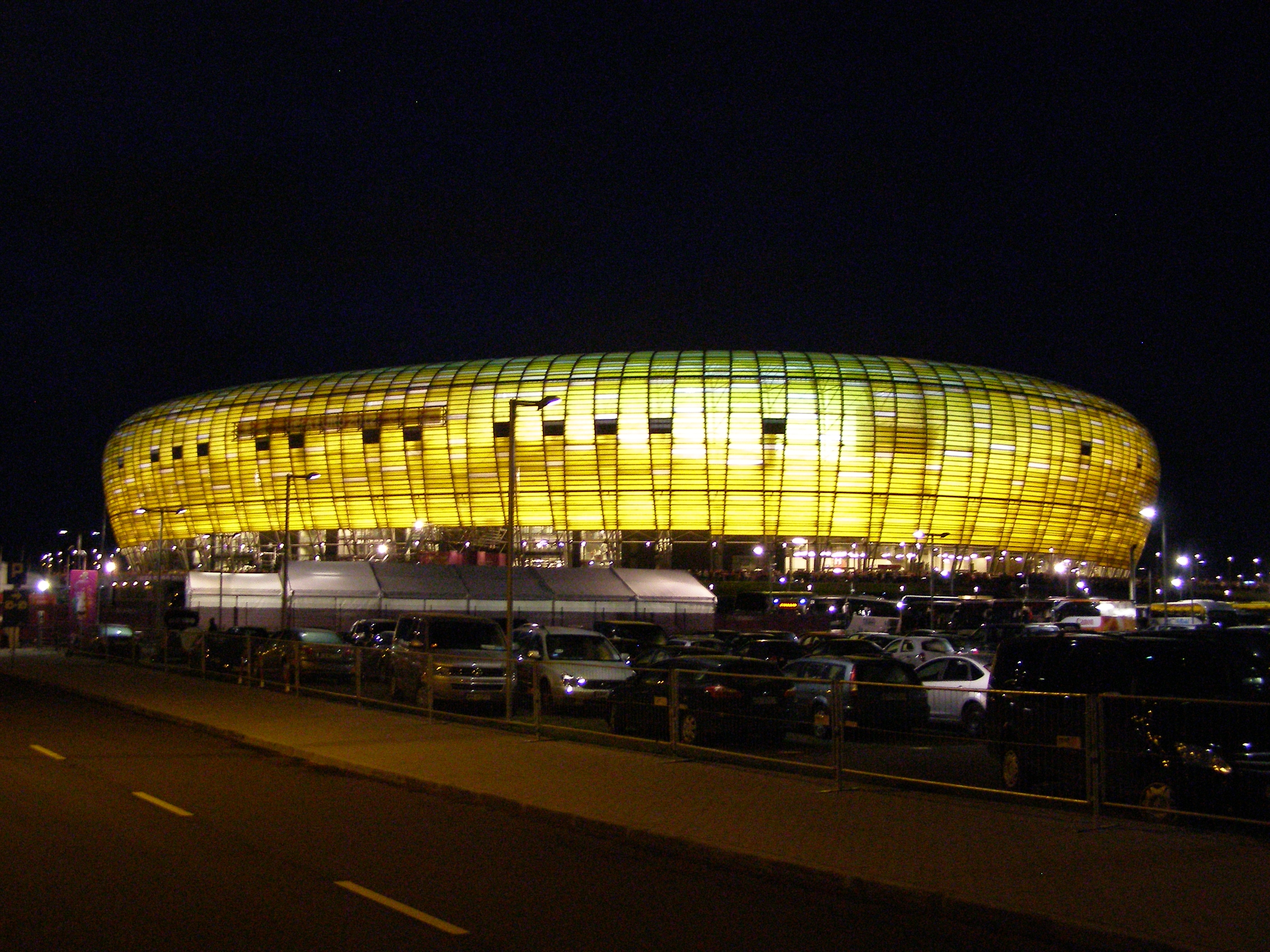
PGE Arena w Gdańsku
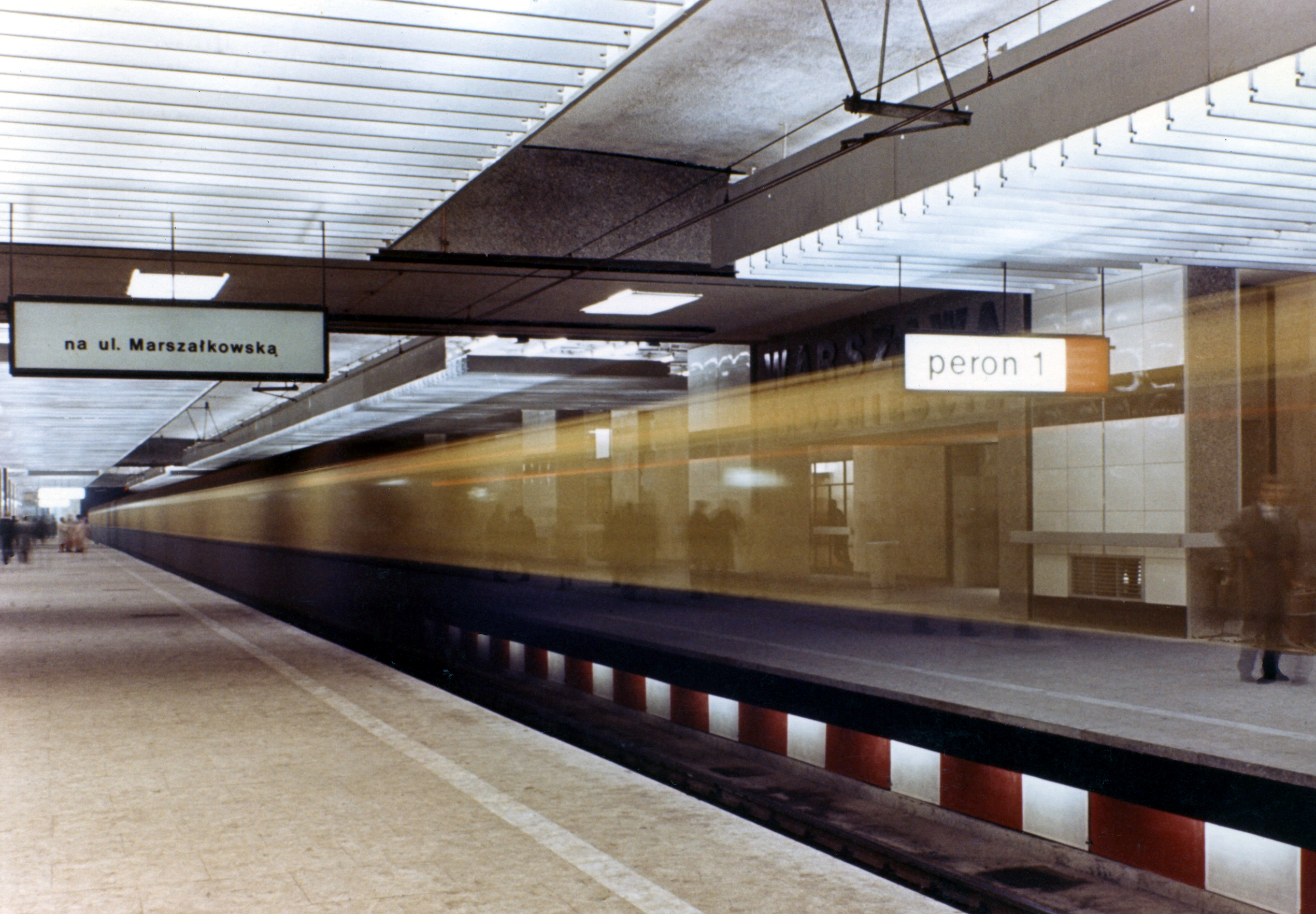
Iluminacja dworca Warszawa Śródmieście powstała w 1963
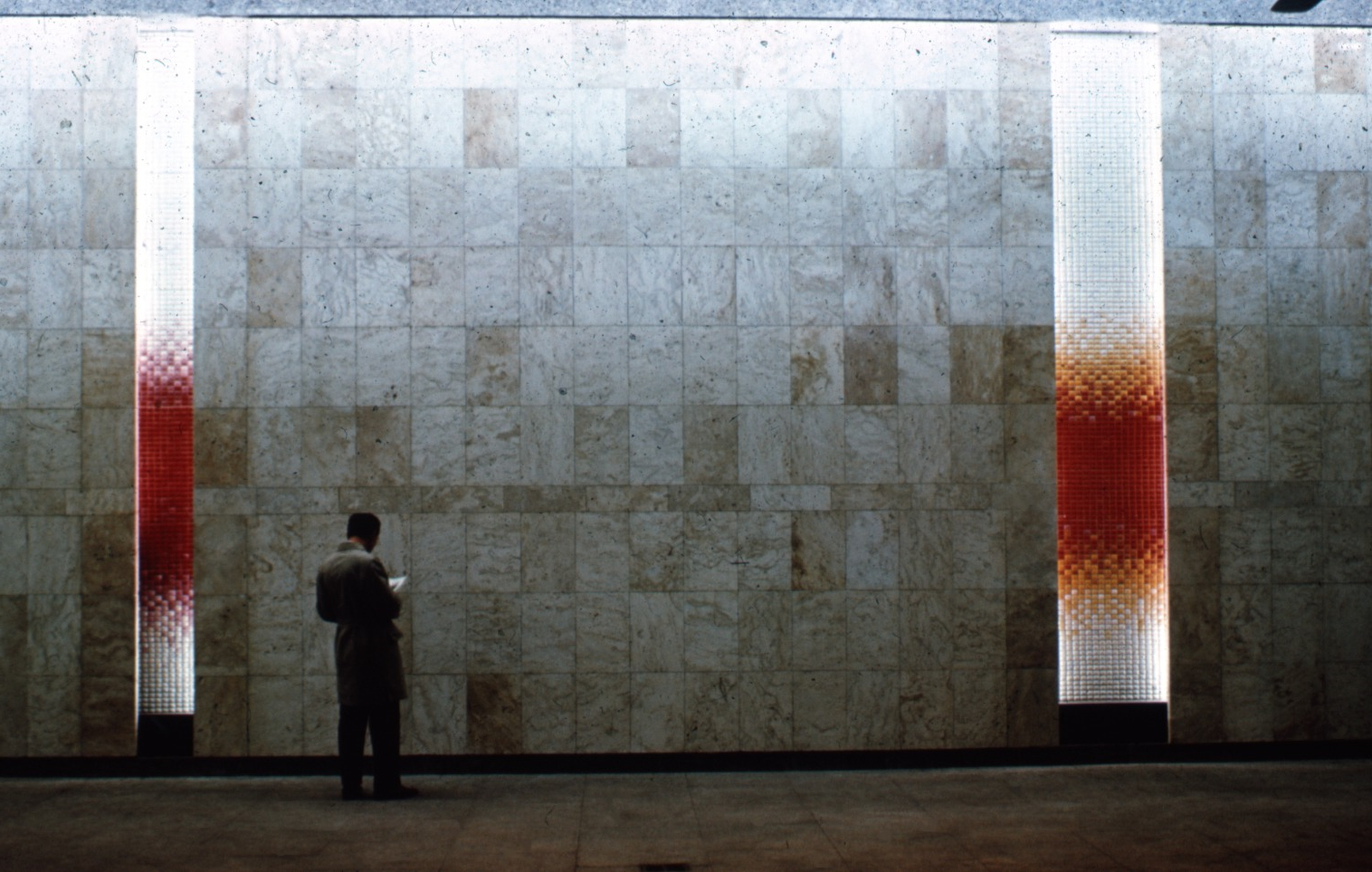
Iluminacja dzieł sztuki w 1963. Mozaiki ceramiczne na dworcu Warszawa Śródmieście
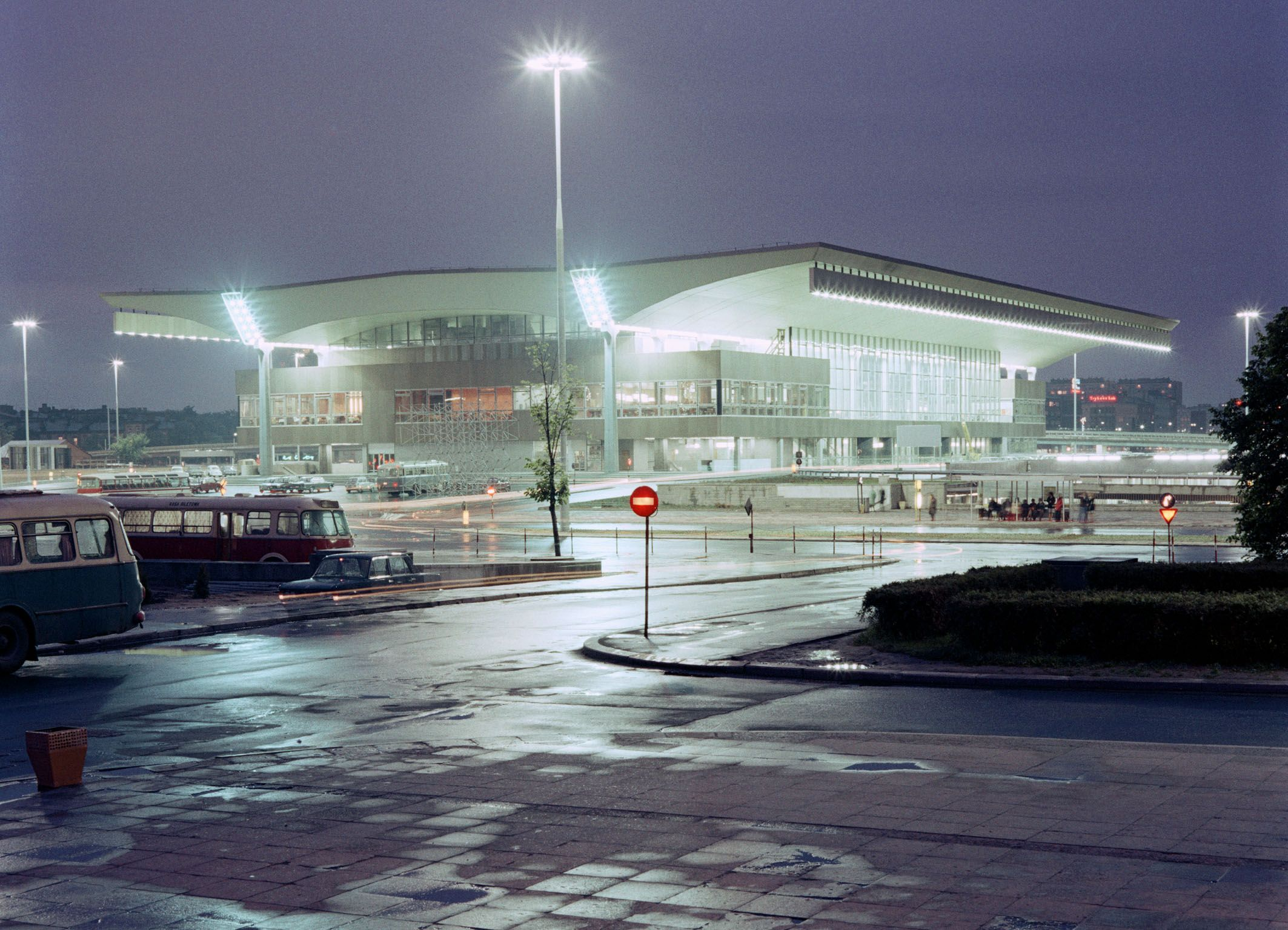
Dworzec Centralny w Warszawie, jego iluminacja działa nieprzerwanie od 1975